# Canisius College (internaat)
Het Canisius College (internaat) van de orde der jezuïeten was een katholieke jongenskostschool te Nijmegen. Dit internaat (met toegang voor ‘externe’ leerlingen uit Nijmegen) bestond in deze vorm van 1900 tot 1970. Er waren een gymnasium, een HBS en een handelsschool (vrij snel omgezet tot HBS-a). Er hebben in totaal ongeveer 55.000 jongens hun middelbare school gevolgd, onder wie ex-premier Ruud Lubbers en D66-voorman Hans van Mierlo.
De rol en invloed van de school in de katholieke emancipatie zijn groot geweest. Op deze school - het grootste jezuïeteninternaat in Nederland - werd het katholieke bestuurskader gevormd.

## Ontstaan
De school ontstond uit het Sittardse internaat Aloysius College. De orde der jezuïeten beheerde dit college sinds 1851, maar verhuisde het in 1897 naar Nijmegen vanwege de betere ligging van die plaats en de mogelijkheid een nieuw gebouw te betrekken.

## Gebouwen

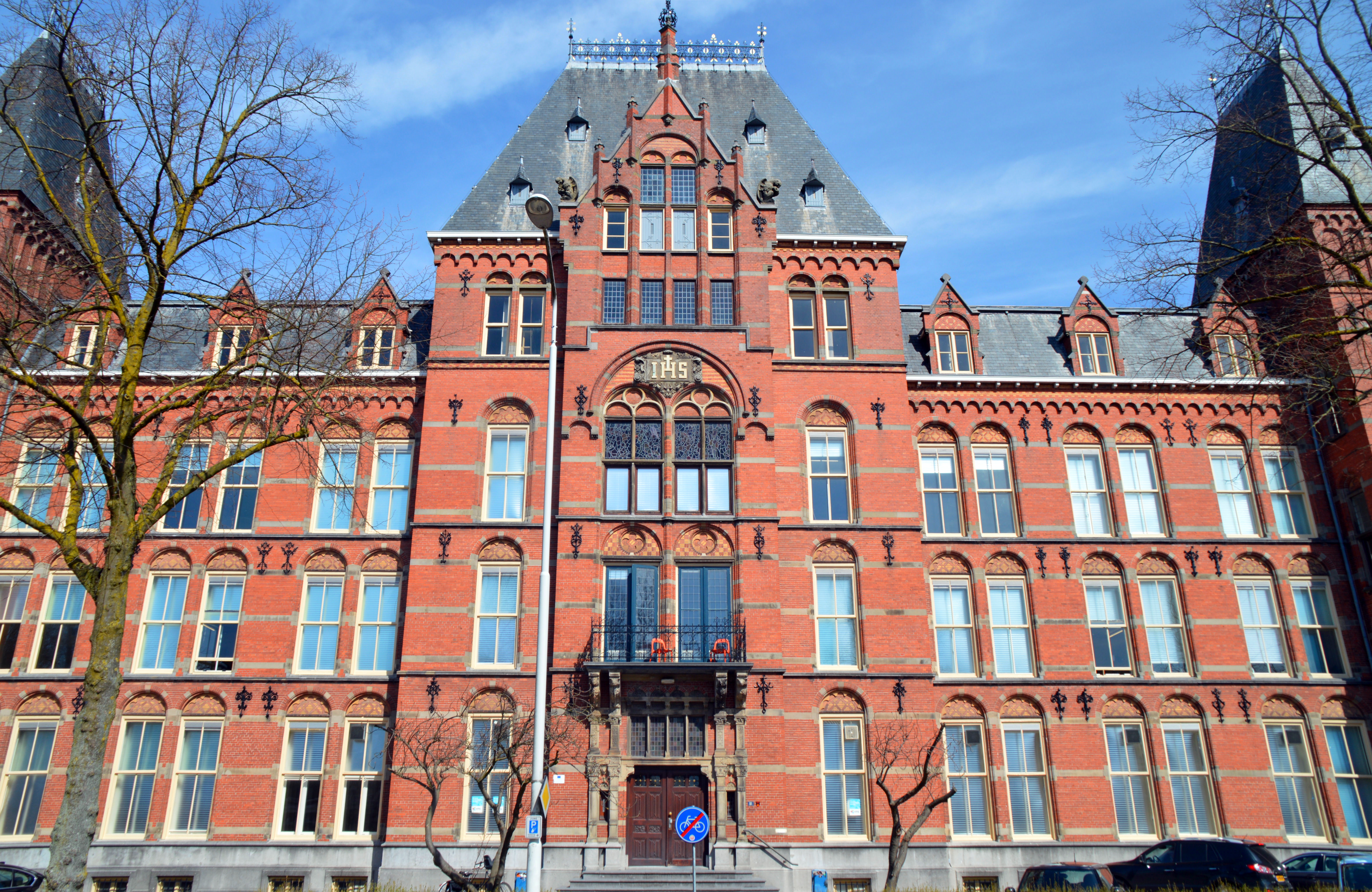
Voorgevel

De architect Nicolaas Molenaar ontwierp het grote gebouw aan de Berg en Dalseweg 81 met een monumentale voorgevel en drie hoge spitse daken in de stijl van de neorenaissance; hij werd beïnvloed door Pierre Cuypers, architect van het Rijksmuseum Amsterdam. Het gebouw heeft de status van rijksmonument. De opdracht voor de bouw van de kapel volgde in december 1935 aan de architect A.J. Kropholler en de wijding in juni 1937 door de bisschop van Den Bosch. De kapel, die volgens architecten cultuurhistorische waarde bezat, bood plaats aan 600 mensen maar is in 1996 gesloopt.

## Schoolleven
Het Canisiuscollege was de tweede katholieke school in Nederland. Bij de start in 1900 had de school 193 interne leerlingen en 28 externe, met als leraren voornamelijk paters jezuïeten. Het onderwijs bood veel godsdienstige en culturele vorming, maar ook sport en spel op de eigen sportvelden. De leiding van het college berustte bij een rector. De groepen waarin de 'internen' (internaatsjongens) verdeeld werden hadden elk hun eigen prefect.
Vanuit het Canisius College werd in 1914 de R.K. Sportvereniging Union opgericht waarvan de hockey-, voetbal-, cricket-, tennis- en atletiekafdelingen zelfstandige verenigingen werden.

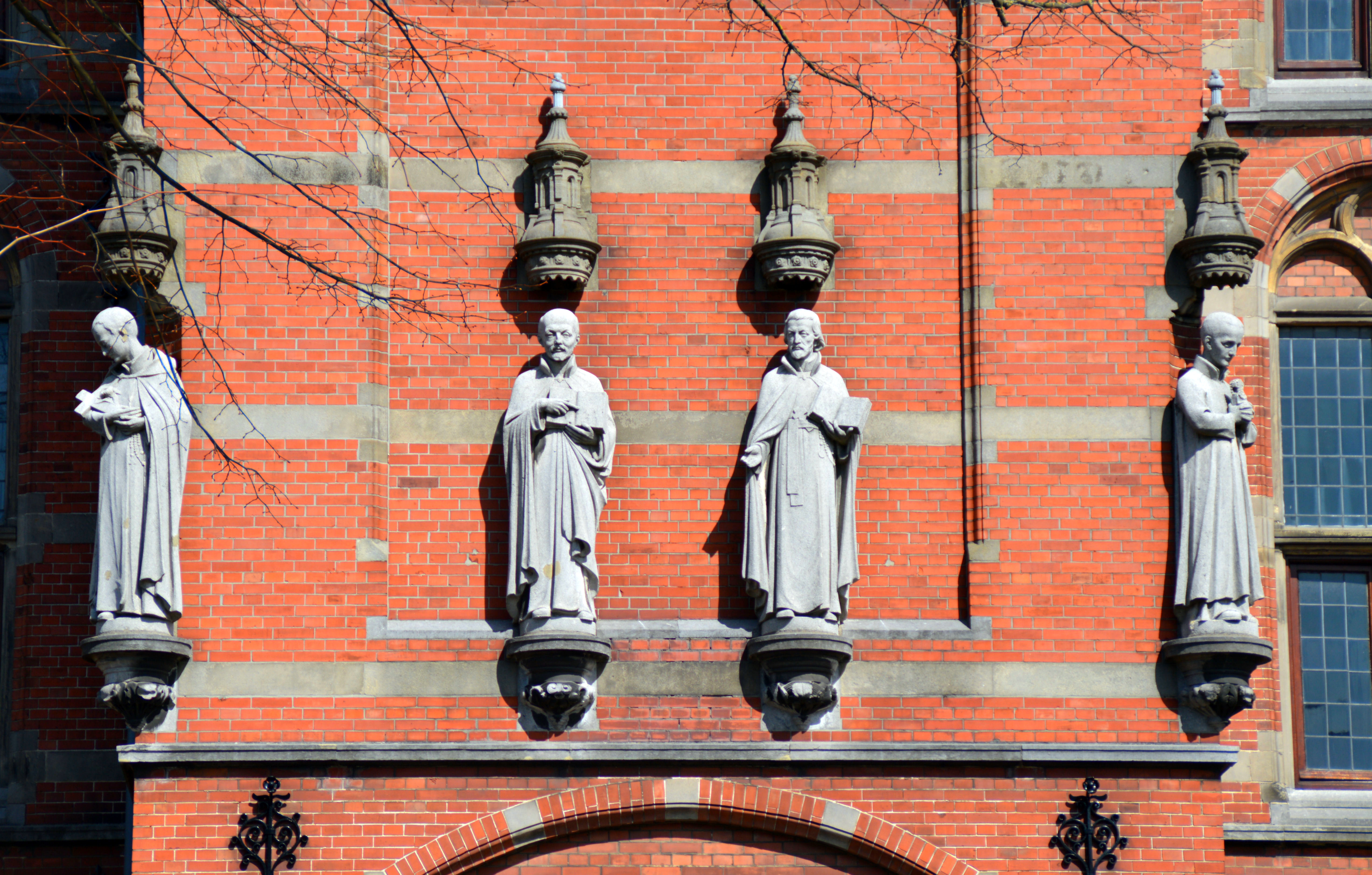
Door Egidius Everaerts in 1925 vervaardigde beelden van vier heilige jezuieten, v.l.n.r.: Ignatius, Aloysius Gonzaga, Petrus Canisius en Johannes Berchmans

De school gold als exclusief, en in 1960 kostte één leerling 4000 gulden per jaar - destijds het jaarloon van een arbeider. In sommige gevallen werd er door de jezuïeten een uitzondering op dat hoge bedrag gemaakt. De twee andere jezuïeteninternaten voor jongens, Katwijk de Breul en De Breul waren echter nog duurder.
Het college onderhield een band met het meisjesinternaat Mater Dei, verderop op de Berg- en Dalseweg. Onder meer werden in later jaren danslessen samen met die school georganiseerd.
Tijdens de Tweede Wereldoorlog werd het gebouw gevorderd door de Duitsers. Na de oorlog was de school verdeeld in drie 'cours' (afdelingen), ingedeeld naar leeftijd:
- de kleine cour, voor jongens van 12 en 13,
- de middencour, voor jongens van 14 tot en met 16
- de grote cour, voor jongens van 17 en ouder.

De eindexaminandi hadden vanaf 1958 een eigen villa pal naast het hoofdgebouw, Berg en Dalseweg 83.
In 1950 verscheen Gedenkboek. St.Canisius-college 1900-1950 Nijmegen, met 171 pagina's. Een halve eeuw later verscheen het boek Meer dan het geweest is. 100 jaar met Canisius College, Mater Dei, Canisius Mavo, Pius XII Mavo, Poels-Roncalli, De Kronenburg , Michael Mavo en hun voorgangers van Will Tromp en anderen.

### Dagelijks leven
De jongens werden gehuisvest in chambrettes in grote slaapzalen, met planken afgeschoten kleine kamertjes zonder plafond, waarin zij hun bed, kast en wastafeltje hadden. Gegeten werd er in de refter aan tafels van zes vaste jongens, er werd gestudeerd op vaste tijden in de studiezaal waar elke jongen zijn eigen bureautje had en waar permanent toezicht door een pater-surveillant was. Voor de vrije tijd was er een zaal, met onder meer tv en voor de hogere jaren een biljart. In het gebouw waren veel mogelijkheden voor clubs, en het eigen voetbal-hockeyveld bood ook mogelijkheden voor ontspanning. De school bezat na de oorlog een filmclub, die in een bioscoop in de stad intellectuele films aan de leerlingen bood.
Het gebouw bood tevens onderdak aan de surveillanten, ander personeel en de paters-leraren, die er meestal tweekamerappartementen bewoonden. Voor hen waren er aparte refters en recreatiezalen. De jongens mochten tot in de jaren 1960 slechts eenmaal per kwartaal naar huis. Er heerste veel heimwee.

### Misbruik
In 2010 kwam de voormalige school in opspraak door onthullingen over misbruik in de jaren vijftig, zestig en zeventig. Diverse paters hadden zich schuldig gemaakt aan seksueel misbruik. Er werd een Groep Slachtoffers Misbruik Canisius College Nijmegen opgericht die samenwerkt met de Stichting Mannenhulpverlening na seksueel misbruik. Op 27 april 2010 berichtte de tv-rubriek EenVandaag dat de Jezuïetenorde op de hoogte was geweest van het misbruik, maar kans had gezien de meeste gevallen in de doofpot te stoppen, met name in een geval van een veelpleger, de prefect pater O., intussen overleden.
In het boek Vrome Zondaars (2010) van NRC-journalist Joep Dohmen wordt gesteld dat er heel wat paters en broeders betrokken waren bij het misbruik van jongens in kostscholen. Er werden in Nijmegen tientallen jongens door meerdere paters aangerand en verkracht. Volgens het boek hebben daardoor twee leerlingen op latere leeftijd zelfmoord gepleegd.

## Bekende oud-leerlingen
- Willem ten Berge, dichter
- Joop Doorman, filosoof
- Jan van Eechoud, bestuurder
- Gerard Kleisterlee, CEO Philips

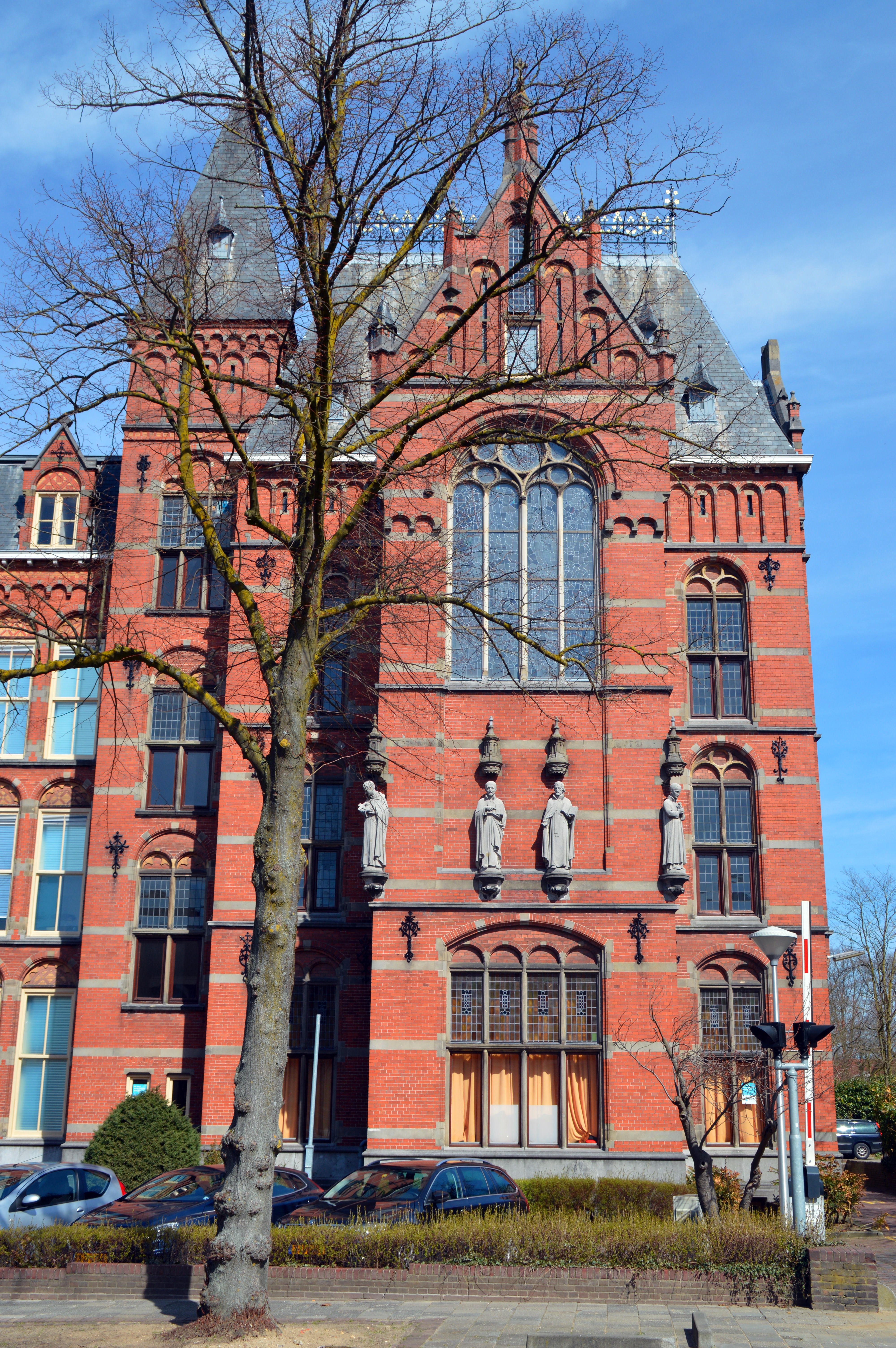
Zijrisaliet

- Peter Hans Kolvenbach, generaal der jezuïeten (extern)
- Ruud Lubbers, premier en minister van staat
- Joop Lücker, hoofdredacteur dagblad De Volkskrant
- Ton Luijten, neerlandicus en publicist
- Hans van Mierlo, minister en minister van staat
- Leo Ott, muzikant, schrijver en journalist
- Joseph Timmers, kunsthistoricus, museumdirecteur
- Peter van Uhm, Commandant der Strijdkrachten (extern)
- Maarten Vermaseren, classicus

## Opheffing
Het internaat van het Canisius College werd na 1965 geleidelijk opgeheven. Eerst werd de samenwerking met Mater Dei uitgebreid en deze liep over in een fusie. Een rol speelde ook dat het voor de orde steeds moeilijker was nieuwe jonge mannen voor haar werk te interesseren en dat zo de vacatures voor toezichthouders (de surveillanten, de rol die traditioneel door jezuïeten in opleiding vervuld werd en wordt) niet meer opgevuld konden worden. Ook de wens tot gemengd onderwijs (jongens en meisjes bij elkaar in de klas) speelde een grote rol. Door het teruglopend aantal jezuïeten daalde ook het aantal beschikbare leraren, zodat de kosten bleven stijgen en er steeds meer leken in dienst kwamen. 
Ten slotte ging, mede door de Mammoetwet van 1968, het Canisius College na 1973 op in de RK Scholengemeenschap Canisius College-Mater Dei (CCMD) met ongedeeld vwo (gymnasium en atheneum) en havo, gehuisvest in de gebouwen van beide scholen. In 1980 kwam het gebouw vrij; daarna werd het enige tijd aan ingenieursbureau Haskoning verhuurd. Per 2009 is het ROC Nijmegen er gevestigd.
Het archief van het Canisius College wordt bewaard in het schoolarchief van het 'nieuwe' Canisius College.
In 2023 maakt het vroegere hoofdgebouw een grote renovatie door. 